# August Lüdecke-Cleve
August Lüdecke-Cleve (* 25. Oktober 1868 in Heinsberg; † 7. August 1957 in München) war ein deutscher Tier- und Landschaftsmaler.

## Leben
Nach seinem Studium, anfänglich an der Kunstakademie Düsseldorf von April 1888 bis März 1891 u. a. in der Vorbereitungsklasse  bei Hugo Crola und dann an der Kunstakademie München bei Franz Roubaud und Heinrich von Zügel, verließ er als Meisterschüler die Kunstakademie München mit einer Großen Silbernen Medaille. Er bezog ab 1901 verschiedene Ateliers in München mit regelmäßigen Malaufenthalten am Niederrhein, am Chiemsee und im Salzkammergut. Den Zusatz Cleve zu seiner Signatur verwendete er zur Vermeidung von Verwechselungen mit einem Maler gleichen Namens. Er war verheiratet mit Alwine, geborene Maywald und hatte zwei Kinder. 1943 wurde sein Atelier in München durch Brandbomben völlig zerstört, er zog in das Allgäu nach Westendorf bei Kaufbeuren, wo er bis zu seinem Tod malte. Er starb 1957 in München.
Er war Mitglied der Künstlergruppe Laetitia in Düsseldorf, in der Münchner Künstlergenossenschaft und in der Münchner Künstlergesellschaft Allotria.

## Rezeption
Lüdecke-Cleve beschickte Ausstellungen in Düsseldorf und Kleve mit Landschaftsbildern, später widmete er sich Darstellungen von vorwiegend schwarz-bunten Kühen, einzeln oder in Herden, die er in kräftigen Farben in den Weiden und an Ufern des Niederrheins in verschiedenen Tagesstimmungen wiedergab. Weitere Schwerpunkte waren Tulpen- und Hyazinthenfelder und deren Ernte in Holland in prächtigen Farben und der Niederrhein mit Transportkähnen und Kühen.
Der Einfluss seines Lehrers Zügel ist nicht nur im Sujet, sondern auch in der frischen Farbgebung, den Beleuchtungseffekten und dem breiten Pinselstrich erkennbar. Er beschickte  Ausstellungen u. a. im Glaspalast München von 1908 ab bis zum Jahr 1930.

## Auszeichnungen
- Silberne Staatsmedaille des Salzburger Kunstvereins 1909
- Staatsmedaille der Stadt Klagenfurt
- Große Goldene Medaille der internationalen Kunstausstellung München 1913

## Werkauswahl
- Siesta, eine ruhende schwarzbunte Herde in den Weiden vor Kleve 1912
- Der Tulpenblüte Ende, 1913
- Tulpenfracht 1913
- Blick auf Kleve 1929